# Monte Ferrante
Il monte Ferrante è una montagna delle Prealpi Bergamasche alta 2.427 m s.l.m.

## Descrizione
È una montagna formata principalmente da rocce calcaree che si erge lungo il crinale che separa l'alta valle Seriana dalla val di Scalve. La cresta che divide le due valli parte dal pizzo dei Tre Confini e corre in direzione sud-ovest formando il monte Sasna, il passo della Manina, il monte Sponda Vaga, il monte Barbarossa, il pizzo di Petto, il monte vigna Vaga, il monte Ferrante, il passo di Scagnello e il pizzo della Presolana.
Poco più a sud del Ferrante si leva dalla cresta il monte Ferrantino (2325 m). Il passo degli Omini ad ovest lo separa dalla cima di Timogno, che sovrasta gli spiazzi di Gromo.
Dalla cima del Ferrante si possono ammirare, a nord, il pizzo di Petto (2270 m), il Vigna Soliva (2356 m), il Vigna Vaga (2332 m) e le cime più elevate delle Orobie, tra cui il monte Gleno (2882 m) e il Recastello (2886m).
Il Ferrante sovrasta le piste da sci di Colere, situate lungo i pendii che si estendono sul versante est del crinale tra monte Ferrante e massiccio della Presolana.

## Accessi
La via più veloce per raggiungere la vetta parte da Colere, in Val di Scalve.
Si sale lungo il sentiero che dalla Carbonera sale verso il Polzone, da dove si prosegue in direzione del rifugio Albani. Per salire si può prendere il sentiero segnato “sci alpinismo”, la pista carrabile, la seggiovia, oppure si può salire per i prati che d'inverno diventano piste da sci.
Arrivati al rifugio Albani si percorre la breve salita che conduce fino in cresta in prossimità dello Chalet dell’Aquila, quindi si prosegue lungo la cresta in direzione nord verso il Ferrantino per arrivare infine ai piedi del monte Ferrante, dove si percorrono gli ultimi 150 metri di dislivello fino alla vetta. La croce è posta sulla cresta in cima al monte poco sotto il punto più alto.

### Accesso invernale
Durante la stagione invernale la montagna è considerata una meta di sci alpinismo.

## Galleria d'immagini

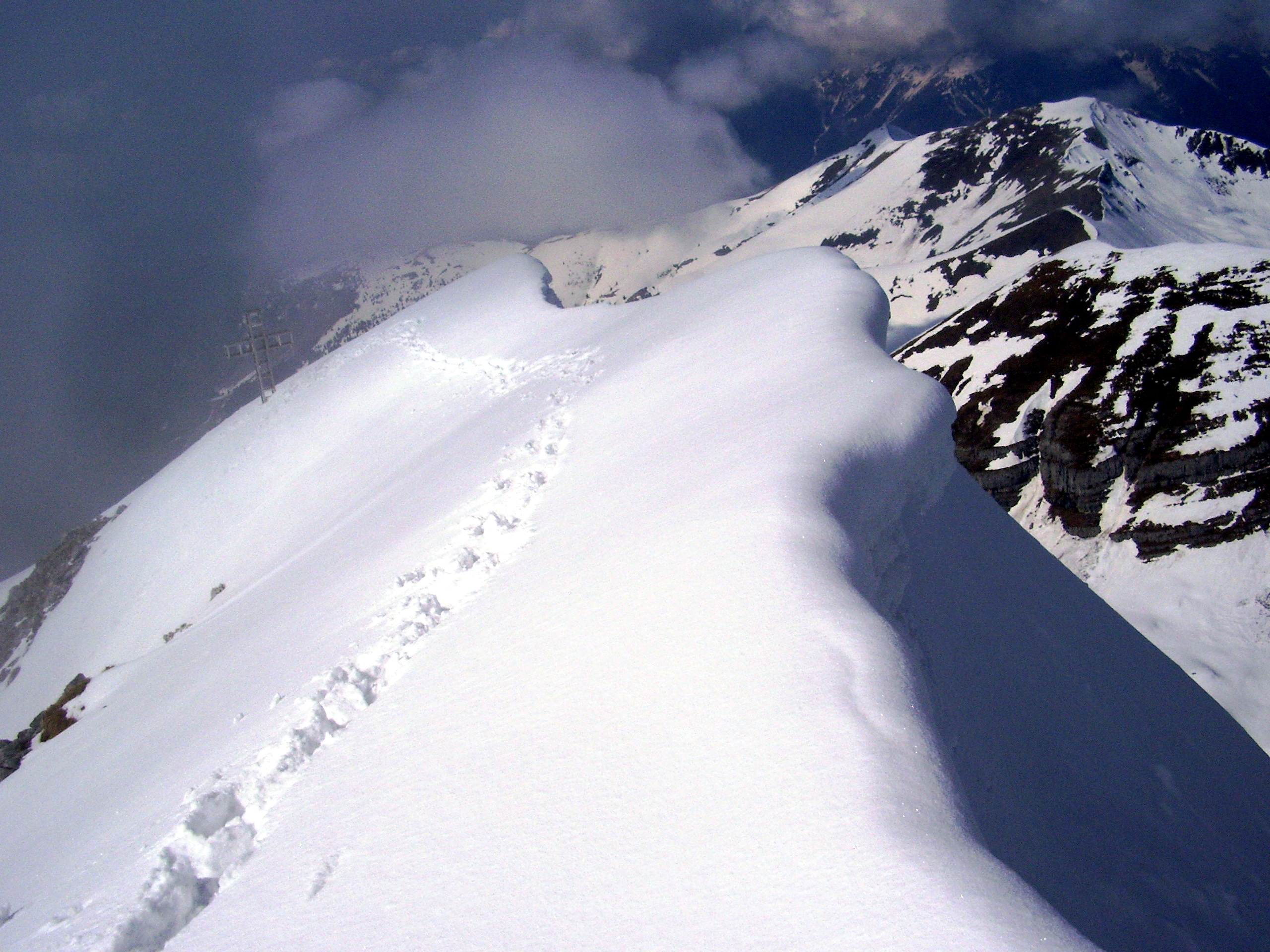
La cresta e la croce in vetta
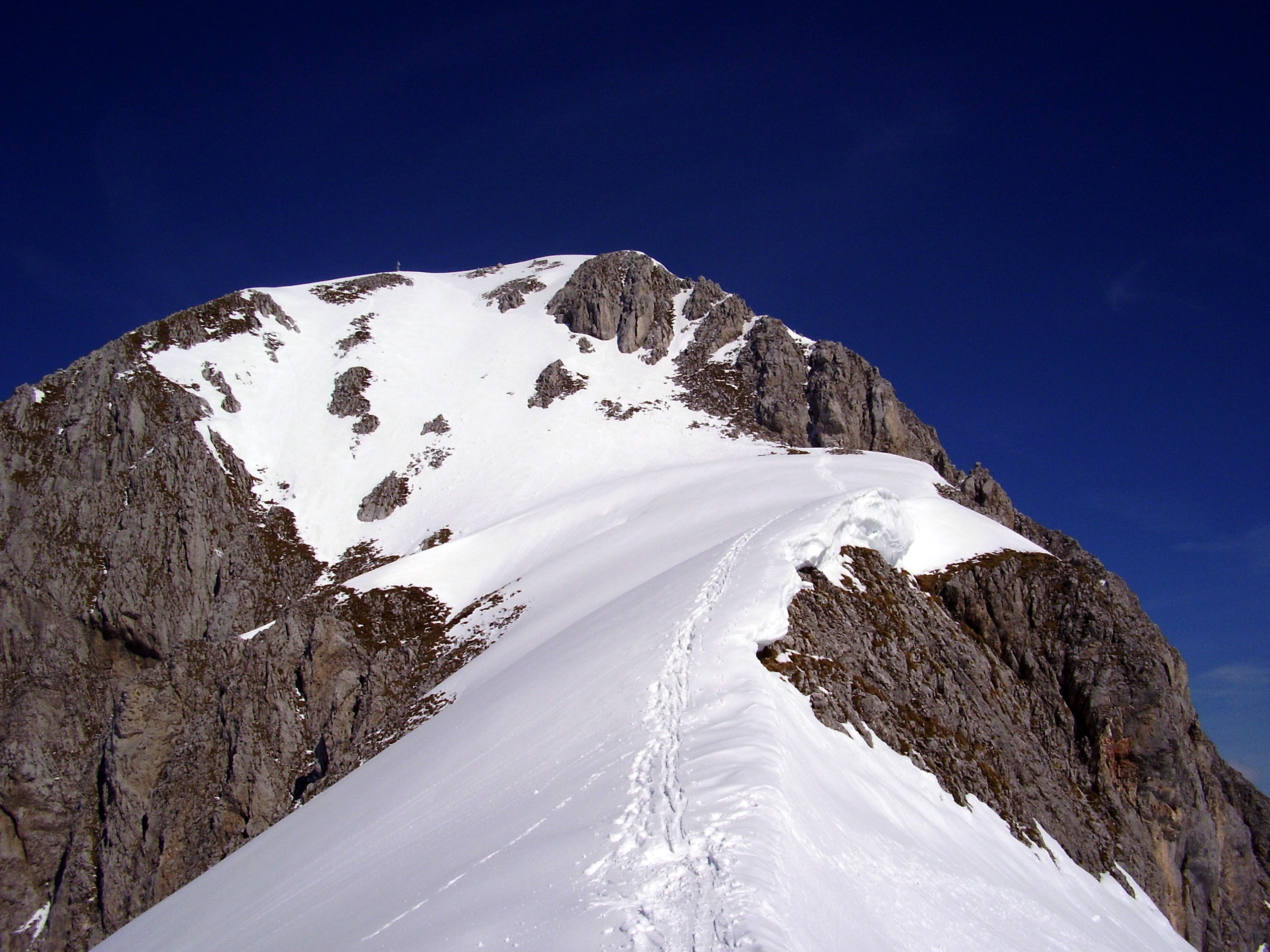
Vista del monte da sotto la vetta